# Neil Simon
Neil Simon (Nova Iorque, 4 de julho de 1927 – Nova Iorque, 26 de agosto de 2018) foi um dramaturgo e roteirista americano. Seus diversos sucessos no teatro da Broadway tornaram suas obras algumas das mais executadas ao redor do mundo.

## Biografia
Neil Simon nasceu em 1927 no Bronx, em Nova Iorque, filho de Irving Simon e Mamie Simon. Segundo filho do casal, cresceu em Washington Heights durante a Grande Depressão. Seu pai, um vendedor de roupas, frequentemente abandonava a família, o que causava problemas econômicos e emocionais. Frequentou a DeWitt Clinton High School, onde se formou aos dezesseis anos.
Faleceu em sua cidade natal em 26 de agosto de 2018 aos 91 anos de idade, vítima de pneumonia.

## Carreira

### Peças teatrais
- O Bem Amado - no original Come Blow Your Horn
- Barefoot in the Park
- The Odd Couple
- The Odd Couple (versão feminina)
- Sweet Charity
- The Star-Spangled Girl
- Plaza Suite
- Promises, Promises
- Last of the Red Hot Lovers
- The Gingerbread Lady
- The Prisoner of Second Avenue
- The Sunshine Boys
- The Good Doctor
- God's Favorite
- California Suite
- Chapter Two
- They're Playing Our Song
- I Ought to Be in Pictures
- Fools
- Brighton Beach Memoirs
- Biloxi Blues
- Broadway Bound
- Jake's Women
- Rumors
- Lost in Yonkers
- Laughter on the 23rd Floor
- London Suite
- Proposals
- The Dinner Party

### Roteiros cinematográficos
- 1963 - Come Blow Your Horn (br: O Bem Amado)
- 1966 - After the Fox (br: O Fino da Vigarice)
- 1967 - Barefoot in the Park (br: Descalços no parque)
- 1968 - The Odd Couple (br: Um Estranho Casal)
- 1969 - Sweet Charity (br: Charity, meu amor)
- 1970 - The Out-of-Towners (br: Forasteiros em Nova Iorque)
- 1971 - Plaza Suite (br: Hotel das Ilusões)
- 1972 - Last of the Red Hot Lovers (br: O Último Don Juan)
- 1975 - The Prisoner of Second Avenue (br: O Prisioneiro da Segunda Avenida)
- 1975 - The Sunshine Boys (br: Uma Dupla Desajustada)
- 1976 - Murder by Death (br: Assassinato por morte)
- 1977 - The Goodbye Girl (br: A garota do adeus)
- 1978 - The Cheap Detective (br: O Detetive Desastrado)
- 1978 - California Suite
- 1980 - Seems Like Old Times (br: Parece que Foi Ontem)
- 1982 - I Ought To Be In Pictures (br: Hollywood, Cheguei!)
- 1982 - Sonny Boys
- 1983 - Max Dugan Returns (br: A Volta de Max Dugan)
- 1984 - The Lonely Guy (br: Rapaz Solitário)
- 1985 - The Slugger's Wife (br: História de um Amor)
- 1988 - Biloxi Blues (br: Metido em Encrencas)
- 1991 - The Marrying Man (br: Uma Loira em Minha Vida)
- 1993 - Lost in Yonkers (br: Proibido Amar)
- 1995 - The Sunshine Boys (br: Feitos Um para o Outro)
- 1998 - The Odd Couple II (br: Meu Melhor Inimigo)
- 2001 - Sonny Boys
- 2003 - Laughter on the 23rd floor
- 2004 - The Goodbye Girl (br: A Garota do Adeus de Neil Simon)
- 2007 - The Heartbreak Kid (br: Antes Só do que Mal Casado)